# جون كاربونيرو
جون كاربونيرو (بالإسبانية: Johan Carbonero)‏ هو لاعب كرة قدم كولومبي في مركزي مهاجم ‏ والهجوم، ولد في 20 يوليو 1999 في سانتاندير دي كيليجاو في كولومبيا. لعب مع أونسي كالداس.

## وصلات خارجية
- جون كاربونيرو على موقع قاعدة بيانات كرة القدم.إي يو (الإنجليزية)
- جون كاربونيرو على موقع Soccerway.com (الإنجليزية)